# La balançoire
La balançoire o L'altalena è un dipinto del pittore francese Pierre-Auguste Renoir, realizzato nel 1876 e conservato al museo d'Orsay di Parigi.

## Descrizione

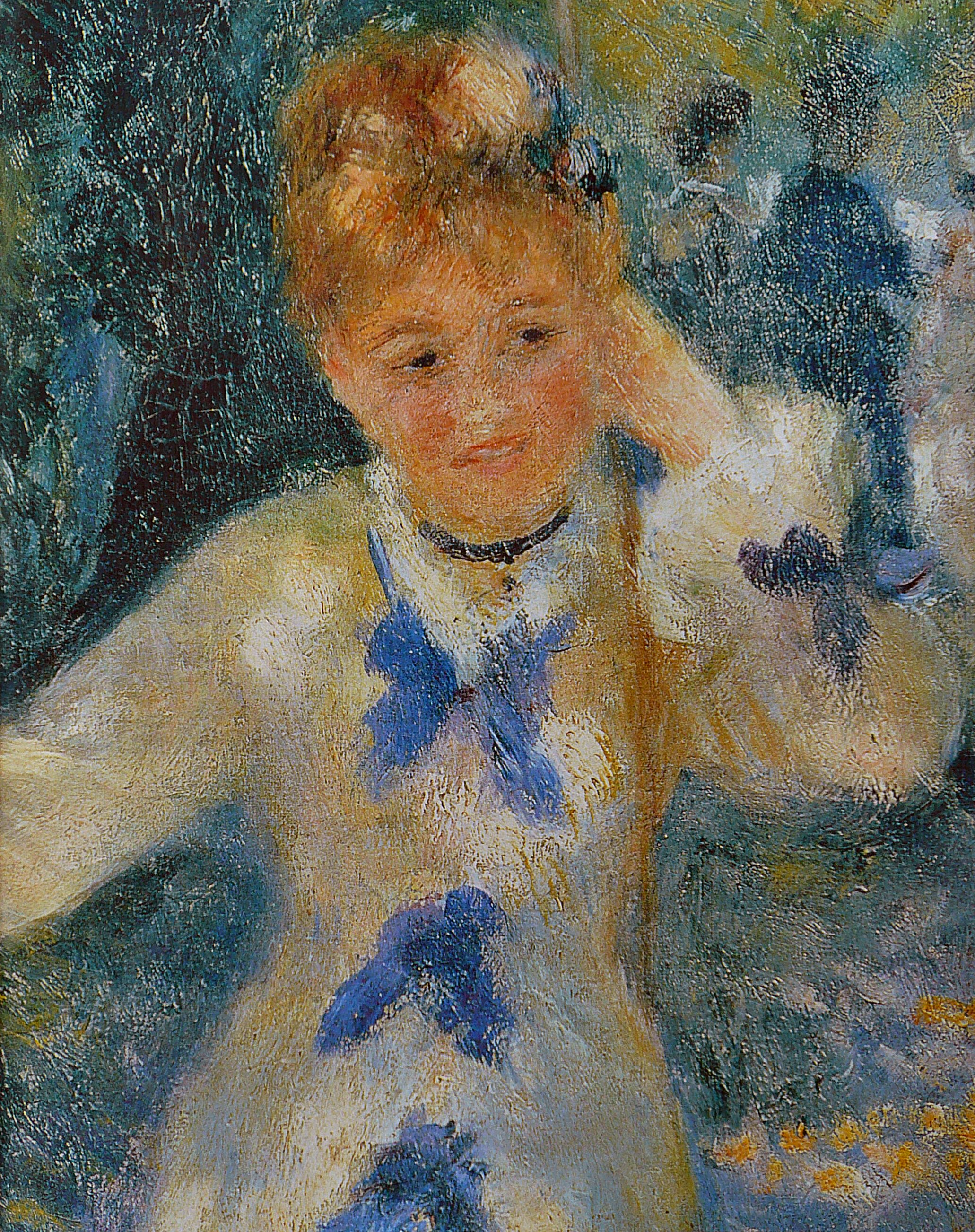
La balançoire, dettaglio del volto teneramente imbarazzato di Jeanne

Il tema dell'altalena ha una lunga tradizione figurativa, elaborata soprattutto nel corso dalla pittura rococò (trovando una delle sue espressioni più compiute nel dipinto L'altalena di Fragonard). Per Renoir questa tematica è un meraviglioso pretesto per raffigurare figure umane che si immergono nella natura e per descrivere i colori che i loro corpi illuminati assumono attraverso le foglie.
Il dipinto, realizzato en plein air nel giardino dello studio di rue Cortot, è di grande freschezza e spontaneità, a tal punto che sembra quasi un'istantanea fotografica. A destra della composizione troviamo un uomo appoggiato a un tronco d'albero, una fanciulletta che osserva divertita l'allegra scenetta e un altro signore visto di spalle. Quest'ultimo sta parlando alla sua amica, una giovane donna mollemente appoggiata a un'altalena: probabilmente la conversazione verte su un argomento delicato, tanto che la ragazza distoglie lo sguardo e lo rivolge timidamente altrove, in preda a uno spontaneo accesso di imbarazzo. Per questo quartetto di persone hanno posato Jeanne Samary (una giovinetta di Montmartre), Edmond (fratello del pittore), e il pittore Norbert Goeneutte. La presenza delle quattro figure in primo piano viene reiterata nel quartetto di persone sullo sfondo: siamo dunque in presenza di una festa in campagna (lo si capisce anche dall'ambientazione della scena, che prende luogo in un bosco).
Quello che colpisce in La balançoire è soprattutto il complesso tessuto luministico che gioca con le zone di ombra e di luce. Renoir, infatti, dipinge con grande maestria i fulcri di luce solare che, filtrati dal fogliame degli alberi, dilagano sulla superficie pittorica e si imprimono sui corpi delle figure. Ciò succede soprattutto nella lunga veste bianca della donna, animata da chiazze di ombra e da improvvise accensioni luminose, a seconda di come sia disposta la vegetazione soprastante. Anche la tecnica concorre a fomentare questa mobilità luminosa: Renoir, infatti, impiega una tavolozza giocata sulle armonie dei blu e dei gialli adotta una pennellata molto minuta, che frammenta la luce in tante piccole macchie di colore, creando così un effetto di dirompente gioiosità.
La balançoire, seppur violentemente osteggiata dalla critica, colpì molto lo scrittore realista Émile Zola, il quale nel romanzo Una pagina d'amore sembra riproporre forse inconsciamente la situazione raffigurata nella tela renoiriana: